# 卡尔平斯基环形山
卡尔平斯基环形山（Karpinskiy）是位于月球背面北极区附近的一座大撞击坑，约形成于早雨海世，其名称取俄罗斯地质学家亚历山大·彼得罗维奇·卡尔平斯基（1846年－1936年），1970年该名称被国际天文学联合会正式接受。

## 描述

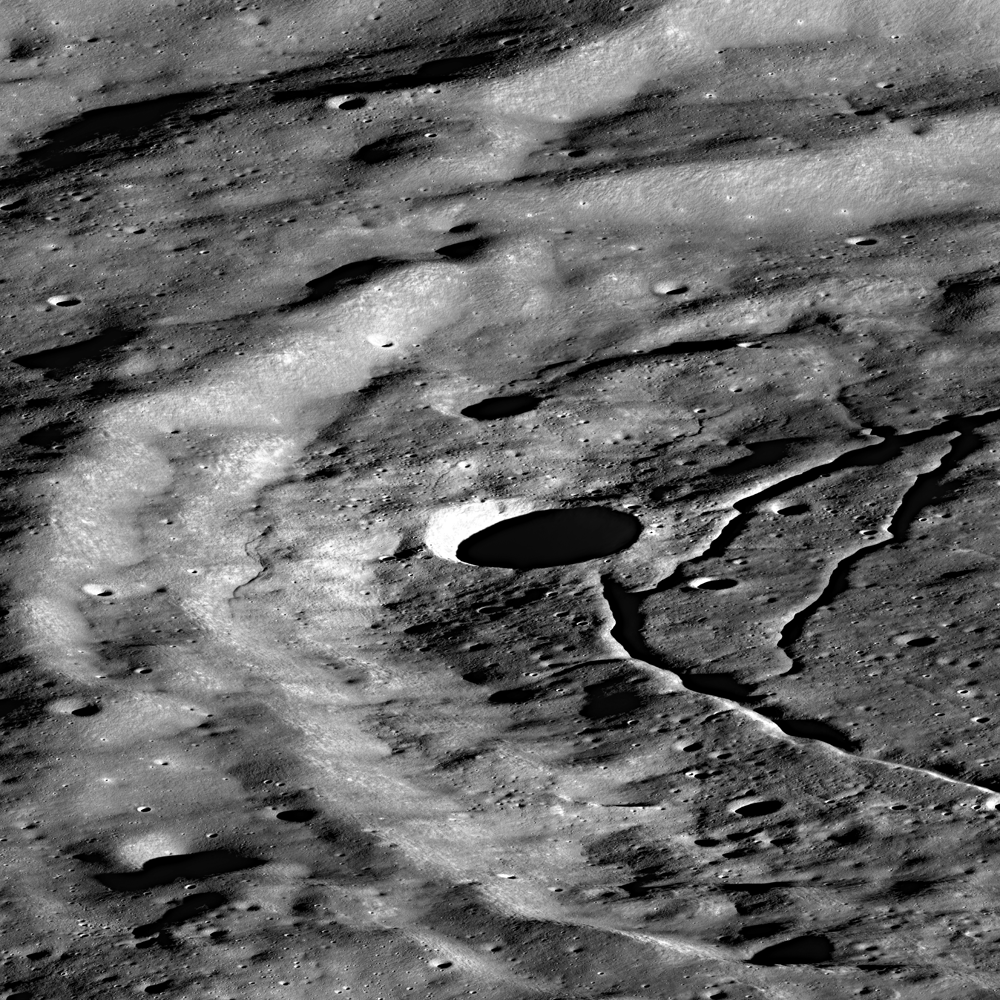
月球勘测轨道飞行器拍摄的东南向侧视图，请注意右边醒目的月溪和中间直径6公里的陨石坑。

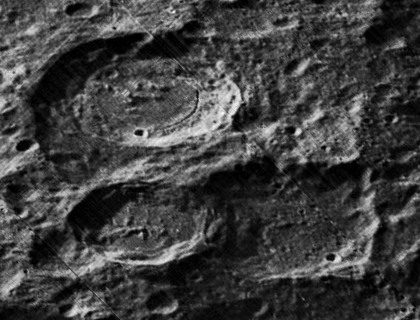
月球轨道器5号拍摄的卡尔平斯基环形山（左上）、里科环形山（左下）和米兰科维奇环形山（右下）斜视图。

该陨坑西侧靠近古老的西尔斯环形山、西北毗邻大小类似的毕昇环形山，更大的米兰科维奇环形山坐落在它的北面、它的东北及东南偏东分别分布有里科环形山及罗伯茨环形山，而相对年轻的谢尔勒鲁普环形山则横亘在它的西南。该陨坑中心月面坐标为72°37′N 166°48′E / 72.61°N 166.8°E，直径91.40公里，深约2.83公里。

卡尔平斯基环形山外观轮廓呈多边形状，受磨损度中等。它坐落在一座更大、更有古老的陨坑内，并与该陨坑的南侧残壁而重叠，因而，它的南侧侧坑壁较其它部分更高，也更宽坦。沿北侧内壁分布有一些醒目的阶坡状结构，但南侧内壁不太规则，且缺少清晰的阶坡结构。该环形山坑壁最大高出周边地形1430米，内部容积约8060.51立方千米，坑内地表南半部粗糙而冈峦起伏，尤其中心点偏南区坐落有一群中央峰，但北半部则相对更平坦，靠北侧内壁分布有一条几乎与内壁平行的弯曲月溪，并在接近东北边缘处与一座碗状的小坑相连接。

## 卫星陨石坑
按照惯例，最靠卡尔平斯基环形山的卫星坑在月图上以字母标注在该坑中心点的旁边。

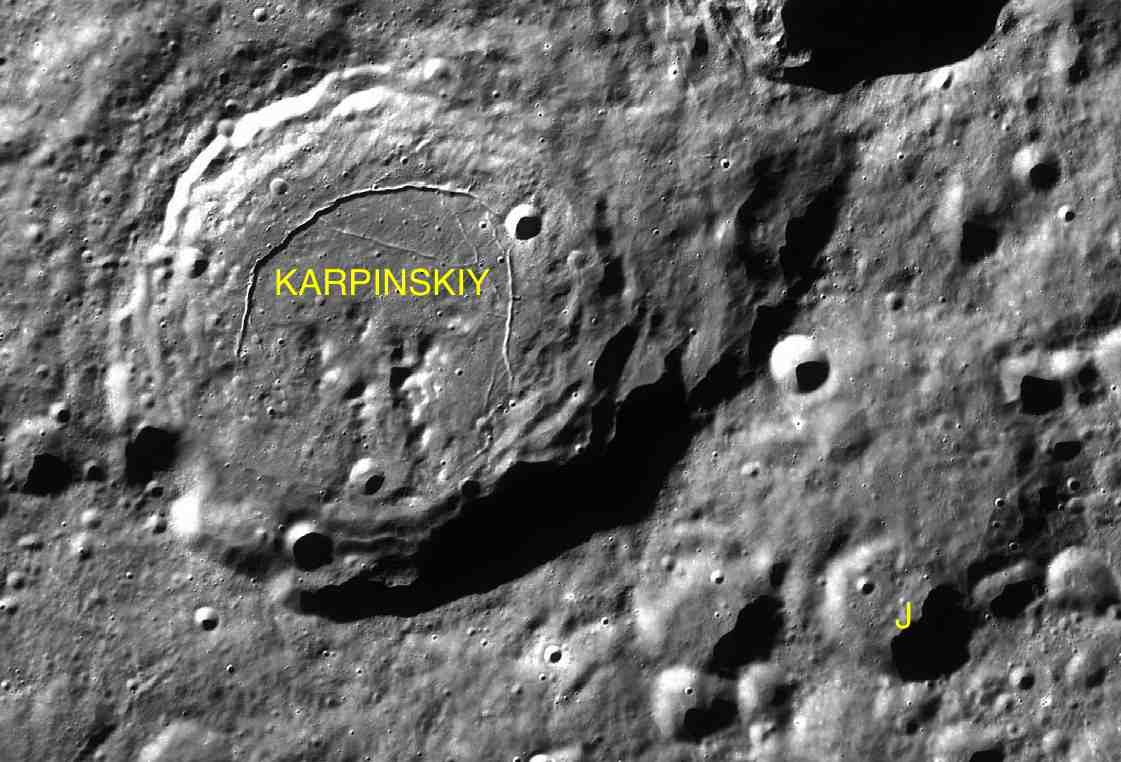
LAC-7 区域图

| 卡尔平斯基 | 纬度    | 经度     | 直径    |
| ---------- | ------- | -------- | ------- |
| J          | 71.5° N | 175.1° E | 25 公里 |

## 另请参阅
- Andersson, L. E.; Whitaker, E. A. . NASA RP-1097. 1982.
- Blue, Jennifer. . USGS. July 25, 2007  [2007-08-05]. （原始内容存档于2012-04-08）.
- Bussey, B.; Spudis, P. . New York: Cambridge University Press. 2004. ISBN 978-0-521-81528-4.
- Cocks, Elijah E.; Cocks, Josiah C. . Tudor Publishers. 1995. ISBN 978-0-936389-27-1.
- McDowell, Jonathan. . Jonathan's Space Report. July 15, 2007  [2007-10-24]. （原始内容存档于2012-05-26）.
- Menzel, D. H.; Minnaert, M.; Levin, B.; Dollfus, A.; Bell, B. . Space Science Reviews. 1971, 12 (2): 136–186. Bibcode:1971SSRv...12..136M. doi:10.1007/BF00171763.
- Moore, Patrick. . Sterling Publishing Co. 2001. ISBN 978-0-304-35469-6.
- Price, Fred W. . Cambridge University Press. 1988. ISBN 978-0-521-33500-3.
- Rükl, Antonín. . Kalmbach Books. 1990. ISBN 978-0-913135-17-4.
- Webb, Rev. T. W.  6th revision. Dover. 1962. ISBN 978-0-486-20917-3.
- Whitaker, Ewen A. . Cambridge University Press. 1999. ISBN 978-0-521-62248-6.
- Wlasuk, Peter T. . Springer. 2000. ISBN 978-1-85233-193-1.